# 20-talet f.Kr.

## Händelser
- 27 f.Kr. – Pax Romana, "den romerska freden", inträder.
- 16 januari 27 f.Kr. - Octavianus, känd under namnet Augustus, blir den förste romerske kejsaren.

## Födda
- 25 f.Kr. – Filon, grekisk-judisk filosof.
- 20 f.Kr. – Sejanus, romersk konsul.

## Avlidna
- 27 f.Kr. – Marcus Terentius Varro, romersk författare och vetenskapsman.
- 26 f.Kr. – Gajus Cornelius Gallus, romersk poet, fältherre och politiker.
- 24 f.Kr. – Cornelius Nepos, romersk författare.
- 23 f.Kr. – Marcellus, romersk militär.